# Mistrovství světa juniorů v orientačním běhu 2012
23. Mistrovství světa juniorů v orientačním běhu proběhlo na Slovensku ve dnech 7. až 14. července 2012. Centrum závodů JMS bylo ve městě Košice ležícím ve východní části Slovenska v Košickém kraji, v blízkosti hranice s Maďarskem.

## Závod ve sprintu

### Výsledky sprintu
| Muži                                                                               | Muži                                                                               | Muži                                                                               | Muži                                                                               | Muži                                                                               | Ženy                                                                               | Ženy                                                                               | Ženy                                                                               | Ženy                                                                               | Ženy                                                                               |
| ---------------------------------------------------------------------------------- | ---------------------------------------------------------------------------------- | ---------------------------------------------------------------------------------- | ---------------------------------------------------------------------------------- | ---------------------------------------------------------------------------------- | ---------------------------------------------------------------------------------- | ---------------------------------------------------------------------------------- | ---------------------------------------------------------------------------------- | ---------------------------------------------------------------------------------- | ---------------------------------------------------------------------------------- |
| - Traťové parametry: 2,9 km, 20 kontrol, ? m převýšení. - Mapa: ? 1:10 000 E= 2,5m | - Traťové parametry: 2,9 km, 20 kontrol, ? m převýšení. - Mapa: ? 1:10 000 E= 2,5m | - Traťové parametry: 2,9 km, 20 kontrol, ? m převýšení. - Mapa: ? 1:10 000 E= 2,5m | - Traťové parametry: 2,9 km, 20 kontrol, ? m převýšení. - Mapa: ? 1:10 000 E= 2,5m | - Traťové parametry: 2,9 km, 20 kontrol, ? m převýšení. - Mapa: ? 1:10 000 E= 2,5m | - Traťové parametry: 2,3 km, 17 kontrol, ? m převýšení. - Mapa: ? 1:10 000 E= 2,5m | - Traťové parametry: 2,3 km, 17 kontrol, ? m převýšení. - Mapa: ? 1:10 000 E= 2,5m | - Traťové parametry: 2,3 km, 17 kontrol, ? m převýšení. - Mapa: ? 1:10 000 E= 2,5m | - Traťové parametry: 2,3 km, 17 kontrol, ? m převýšení. - Mapa: ? 1:10 000 E= 2,5m | - Traťové parametry: 2,3 km, 17 kontrol, ? m převýšení. - Mapa: ? 1:10 000 E= 2,5m |
| Umístění                                                                           | Země                                                                               | Jméno                                                                              | Čas                                                                                | Ztráta                                                                             | Umístění                                                                           | Země                                                                               | Jméno                                                                              | Čas                                                                                | Ztráta                                                                             |
|                                                                                    | Rusko                                                                              | Gleb Tichonov                                                                      | 0:14:05                                                                            |                                                                                    |                                                                                    | Švédsko                                                                            | Tove Alexanderssonová                                                              | 0:11:12                                                                            |                                                                                    |
|                                                                                    | Česko                                                                              | Jan Petržela                                                                       | 0:14:23                                                                            | + 0:00:18                                                                          |                                                                                    | Dánsko                                                                             | Emma Klingenbergová                                                                | 0:11:45                                                                            | + 0:00:33                                                                          |
|                                                                                    | Norsko                                                                             | Eskil Kinneberg                                                                    | 0:14:23                                                                            | + 0:00:18                                                                          |                                                                                    | Švédsko                                                                            | Frida Sandbergová                                                                  | 0:12:06                                                                            | + 0:00:54                                                                          |
| 4                                                                                  | Dánsko                                                                             | Jakob Ekhard Edsen                                                                 | 0:14:24                                                                            | + 0:00:19                                                                          | 4                                                                                  | Finsko                                                                             | Kirsi Nurmiová                                                                     | 0:12:21                                                                            | + 0:01:09                                                                          |
| 5                                                                                  | Švédsko                                                                            | Martin Regborn                                                                     | 0:14:24                                                                            | + 0:00:19                                                                          | 5                                                                                  | Norsko                                                                             | Ingjerd Myhreová                                                                   | 0:12:23                                                                            | + 0:01:11                                                                          |
| 6                                                                                  | Švédsko                                                                            | Emil Svensk                                                                        | 0:14:26                                                                            | + 0:00:21                                                                          | 6                                                                                  | Norsko                                                                             | Oda Wennemoová                                                                     | 0:12:27                                                                            | + 0:01:15                                                                          |

## Závod na krátké trati (Middle)

### Výsledky závodu na krátké trati (Middle)
| Muži                                                                               | Muži                                                                               | Muži                                                                               | Muži                                                                               | Muži                                                                               | Ženy                                                                               | Ženy                                                                               | Ženy                                                                               | Ženy                                                                               | Ženy                                                                               |
| ---------------------------------------------------------------------------------- | ---------------------------------------------------------------------------------- | ---------------------------------------------------------------------------------- | ---------------------------------------------------------------------------------- | ---------------------------------------------------------------------------------- | ---------------------------------------------------------------------------------- | ---------------------------------------------------------------------------------- | ---------------------------------------------------------------------------------- | ---------------------------------------------------------------------------------- | ---------------------------------------------------------------------------------- |
| - Traťové parametry: 4,8 km, 19 kontrol, ? m převýšení. - Mapa: ? 1:10 000 E= 2,5m | - Traťové parametry: 4,8 km, 19 kontrol, ? m převýšení. - Mapa: ? 1:10 000 E= 2,5m | - Traťové parametry: 4,8 km, 19 kontrol, ? m převýšení. - Mapa: ? 1:10 000 E= 2,5m | - Traťové parametry: 4,8 km, 19 kontrol, ? m převýšení. - Mapa: ? 1:10 000 E= 2,5m | - Traťové parametry: 4,8 km, 19 kontrol, ? m převýšení. - Mapa: ? 1:10 000 E= 2,5m | - Traťové parametry: 3,6 km, 17 kontrol, ? m převýšení. - Mapa: ? 1:10 000 E= 2,5m | - Traťové parametry: 3,6 km, 17 kontrol, ? m převýšení. - Mapa: ? 1:10 000 E= 2,5m | - Traťové parametry: 3,6 km, 17 kontrol, ? m převýšení. - Mapa: ? 1:10 000 E= 2,5m | - Traťové parametry: 3,6 km, 17 kontrol, ? m převýšení. - Mapa: ? 1:10 000 E= 2,5m | - Traťové parametry: 3,6 km, 17 kontrol, ? m převýšení. - Mapa: ? 1:10 000 E= 2,5m |
| Umístění                                                                           | Země                                                                               | Jméno                                                                              | Čas                                                                                | Ztráta                                                                             | Umístění                                                                           | Země                                                                               | Jméno                                                                              | Čas                                                                                | Ztráta                                                                             |
|                                                                                    | Nový Zéland                                                                        | Matthew Ogden                                                                      | 0:27:55                                                                            |                                                                                    |                                                                                    | Švédsko                                                                            | Tove Alexanderssonová                                                              | 0:23:42                                                                            |                                                                                    |
|                                                                                    | Česko                                                                              | Jan Petržela                                                                       | 0:28:08                                                                            | + 0:00:13                                                                          |                                                                                    | Švédsko                                                                            | Frida Sandbergová                                                                  | 0:24:35                                                                            | + 0:00:53                                                                          |
|                                                                                    | Švýcarsko                                                                          | Florian Schneider                                                                  | 0:28:09                                                                            | + 0:00:14                                                                          |                                                                                    | Švýcarsko                                                                          | Sandrine Müllerová                                                                 | 0:25:30                                                                            | + 0:01:48                                                                          |
| 4                                                                                  | Švýcarsko                                                                          | Alain Denzler                                                                      | 0:28:22                                                                            | + 0:00:27                                                                          | 4                                                                                  | Švédsko                                                                            | Sara Hagströmová                                                                   | 0:25:47                                                                            | + 0:02:05                                                                          |
| 5                                                                                  | Norsko                                                                             | Osmoen Jon Aukrust                                                                 | 0:28:37                                                                            | + 0:00:42                                                                          | 5                                                                                  | Norsko                                                                             | Marte Narumová                                                                     | 0:26:07                                                                            | + 0:02:25                                                                          |
| 6                                                                                  | Dánsko                                                                             | Marius Thrane Ødum                                                                 | 0:28:48                                                                            | + 0:00:53                                                                          | 6                                                                                  | Finsko                                                                             | Tytti Kirvesmiesová                                                                | 0:26:36                                                                            | + 0:02:54                                                                          |

## Závod na klasické trati (Long)

### Výsledky závodu na klasické trati (Long)
| Muži                                                                              | Muži                                                                              | Muži                                                                              | Muži                                                                              | Muži                                                                              | Ženy                                                                             | Ženy                                                                             | Ženy                                                                             | Ženy                                                                             | Ženy                                                                             |
| --------------------------------------------------------------------------------- | --------------------------------------------------------------------------------- | --------------------------------------------------------------------------------- | --------------------------------------------------------------------------------- | --------------------------------------------------------------------------------- | -------------------------------------------------------------------------------- | -------------------------------------------------------------------------------- | -------------------------------------------------------------------------------- | -------------------------------------------------------------------------------- | -------------------------------------------------------------------------------- |
| - Traťové parametry: 11,5 km, 23 kontrol, ? m převýšení. - Mapa: ? 1:15 000 E= 5m | - Traťové parametry: 11,5 km, 23 kontrol, ? m převýšení. - Mapa: ? 1:15 000 E= 5m | - Traťové parametry: 11,5 km, 23 kontrol, ? m převýšení. - Mapa: ? 1:15 000 E= 5m | - Traťové parametry: 11,5 km, 23 kontrol, ? m převýšení. - Mapa: ? 1:15 000 E= 5m | - Traťové parametry: 11,5 km, 23 kontrol, ? m převýšení. - Mapa: ? 1:15 000 E= 5m | - Traťové parametry: 7,7 km, 13 kontrol, ? m převýšení. - Mapa: ? 1:15 000 E= 5m | - Traťové parametry: 7,7 km, 13 kontrol, ? m převýšení. - Mapa: ? 1:15 000 E= 5m | - Traťové parametry: 7,7 km, 13 kontrol, ? m převýšení. - Mapa: ? 1:15 000 E= 5m | - Traťové parametry: 7,7 km, 13 kontrol, ? m převýšení. - Mapa: ? 1:15 000 E= 5m | - Traťové parametry: 7,7 km, 13 kontrol, ? m převýšení. - Mapa: ? 1:15 000 E= 5m |
| Umístění                                                                          | Země                                                                              | Jméno                                                                             | Čas                                                                               | Ztráta                                                                            | Umístění                                                                         | Země                                                                             | Jméno                                                                            | Čas                                                                              | Ztráta                                                                           |
|                                                                                   | Norsko                                                                            | Eskil Kinneberg                                                                   | 1:09:46                                                                           |                                                                                   |                                                                                  | Finsko                                                                           | Kirsi Nurmiová                                                                   | 0:57:55                                                                          |                                                                                  |
|                                                                                   | Dánsko                                                                            | Marius Thrane Ødum                                                                | 1:11:43                                                                           | + 0:01:57                                                                         |                                                                                  | Švédsko                                                                          | Frida Sandbergová                                                                | 1:00:26                                                                          | + 0:02:31                                                                        |
|                                                                                   | Rusko                                                                             | Gleb Tichonov                                                                     | 1:12:26                                                                           | + 0:02:40                                                                         |                                                                                  | Kanada                                                                           | Emily Kempová                                                                    | 1:00:54                                                                          | + 0:02:59                                                                        |
| 4                                                                                 | Švédsko                                                                           | Martin Regborn                                                                    | 1:13:17                                                                           | + 0:03:31                                                                         | 4                                                                                | Norsko                                                                           | Marte Narumová                                                                   | 1:01:20                                                                          | + 0:03:25                                                                        |
| 5                                                                                 | Švédsko                                                                           | Fredrik Edén                                                                      | 1:13:55                                                                           | + 0:04:09                                                                         | 5                                                                                | Dánsko                                                                           | Stine Bagger Hagnerová                                                           | 1:01:21                                                                          | + 0:03:26                                                                        |
| 6                                                                                 | Dánsko                                                                            | Thor Nørskov                                                                      | 1:14:04                                                                           | + 0:04:18                                                                         | 6                                                                                | Švýcarsko                                                                        | Sandrine Müllerová                                                               | 1:02:59                                                                          | + 0:05:04                                                                        |

## Štafetový závod

### Výsledky štafetového závodu
| Muži                                                                            | Muži                                                                            | Muži                                                                            | Muži                                                                            | Muži                                                                            | Ženy                                                                            | Ženy                                                                            | Ženy                                                                            | Ženy                                                                            | Ženy                                                                            |
| ------------------------------------------------------------------------------- | ------------------------------------------------------------------------------- | ------------------------------------------------------------------------------- | ------------------------------------------------------------------------------- | ------------------------------------------------------------------------------- | ------------------------------------------------------------------------------- | ------------------------------------------------------------------------------- | ------------------------------------------------------------------------------- | ------------------------------------------------------------------------------- | ------------------------------------------------------------------------------- |
| - Traťové parametry : 5,5km, 19 kontrol, ? m převýšení - Mapa: 1:10 000 E= 2,5m | - Traťové parametry : 5,5km, 19 kontrol, ? m převýšení - Mapa: 1:10 000 E= 2,5m | - Traťové parametry : 5,5km, 19 kontrol, ? m převýšení - Mapa: 1:10 000 E= 2,5m | - Traťové parametry : 5,5km, 19 kontrol, ? m převýšení - Mapa: 1:10 000 E= 2,5m | - Traťové parametry : 5,5km, 19 kontrol, ? m převýšení - Mapa: 1:10 000 E= 2,5m | - Traťové parametry : 4,6km, 16 kontrol, ? m převýšení - Mapa: 1:10 000 E= 2,5m | - Traťové parametry : 4,6km, 16 kontrol, ? m převýšení - Mapa: 1:10 000 E= 2,5m | - Traťové parametry : 4,6km, 16 kontrol, ? m převýšení - Mapa: 1:10 000 E= 2,5m | - Traťové parametry : 4,6km, 16 kontrol, ? m převýšení - Mapa: 1:10 000 E= 2,5m | - Traťové parametry : 4,6km, 16 kontrol, ? m převýšení - Mapa: 1:10 000 E= 2,5m |
| Umístění                                                                        | Země                                                                            | Jméno                                                                           | Čas                                                                             | Ztráta                                                                          | Umístění                                                                        | Země                                                                            | Jméno                                                                           | Čas                                                                             | Ztráta                                                                          |
|                                                                                 | Rusko                                                                           | Ivan Kučmenko Andrej Kozyrev Gleb Tichonov                                      | 1:33:10                                                                         |                                                                                 |                                                                                 | Dánsko                                                                          | Stine Bagger Hagnerová Ita Klingenbergová Emma Klingenbergová                   | 1:34:05                                                                         |                                                                                 |
|                                                                                 | Dánsko                                                                          | Jakob Ekhard Edsen Thor Norskov Marius Thrane Ødum                              | 1:34:13                                                                         | + 0:01:03                                                                       |                                                                                 | Švédsko                                                                         | Helena Karlssonová Frida Sandbergová Tove Alexanderssonová                      | 1:34:20                                                                         | + 0:00:15                                                                       |
|                                                                                 | Norsko                                                                          | Jon Aukrust Osmoen Håkon Jarvis Westergård Eskil Kinneberg                      | 1:34:57                                                                         | + 0:01:47                                                                       |                                                                                 | Švýcarsko                                                                       | Mirjam Hellmüllerová Marion Aebiová Sandrine Müllerová                          | 1:37:19                                                                         | + 0:03:14                                                                       |
| 4                                                                               | Česko                                                                           | Michal Hubáček Adam Chloupek Jan Petržela                                       | 1:35:21                                                                         | + 0:02:11                                                                       | 4                                                                               | Finsko                                                                          | Tytti Kirvesmiesová Elisa Mäkinenová Kirsi Nurmiová                             | 1:38:23                                                                         | + 0:04:18                                                                       |
| 5                                                                               | Švýcarsko                                                                       | Florian Schneider Sven Aschwanden Alain Denzler                                 | 1:35:50                                                                         | + 0:02:40                                                                       | 5                                                                               | Norsko                                                                          | Marte Narumová Maren Jansson Haverstadová Ingjerd Myhreová                      | 1:39:14                                                                         | + 0:05:09                                                                       |
| 6                                                                               | Finsko                                                                          | Miika Arvola Mikko Huhtinen Miika Suominen                                      | 1:36:43                                                                         | + 0:03:33                                                                       | 6                                                                               | Česko                                                                           | Markéta Poloprutská Vendula Horčičková Tereza Novotná                           | 1:39:25                                                                         | + 0:05:20                                                                       |

## Česká juniorská reprezentace na JMS
| Muži                       | Muži                       | Muži                       | Muži                       | Muži                       | Ženy                        | Ženy                        | Ženy                        | Ženy                        | Ženy                        |
| -------------------------- | -------------------------- | -------------------------- | -------------------------- | -------------------------- | --------------------------- | --------------------------- | --------------------------- | --------------------------- | --------------------------- |
| - Umístění českých juniorů | - Umístění českých juniorů | - Umístění českých juniorů | - Umístění českých juniorů | - Umístění českých juniorů | - Umístění českých juniorek | - Umístění českých juniorek | - Umístění českých juniorek | - Umístění českých juniorek | - Umístění českých juniorek |
| Jméno                      | Sprint                     | Middle                     | Long                       | Štafety                    | Jméno                       | Sprint                      | Middle                      | Long                        | Štafety                     |
| Jan Petržela               | 2. místo                   | 2. místo                   | 8. místo                   | 4. místo                   | Vendula Hořčičková          | 31. místo                   | 22. místo                   | 26. místo                   | 6. místo                    |
| Filip Hadač                | 89. místo                  | 51. místo                  | 15. místo                  | x                          | Petra Pavlovcová            | 51. místo                   | WB6. místo                  | 98. místo                   | x                           |
| Johan Vavrys               | 87. místo                  | MB23. místo                | DSQ                        | x                          | Tereza Novotná              | 32. místo                   | 30. místo                   | 52. místo                   | 6. místo                    |
| Adam Chloupek              | 16. místo                  | 16. místo                  | 17. místo                  | 4. místo                   | Markéta Novotná             | 78. místo                   | 12. místo                   | 72. místo                   | x                           |
| Michal Hubáček             | 131. místo                 | 35. místo                  | 9. místo                   | 4. místo                   | Lenka Knapová               | 86. místo                   | 45. místo                   | 46. místo                   | x                           |
| Marek Schuster             | 39. místo                  | 23. místo                  | DSQ                        | x                          | Markéta Poloprutská         | 71. místo                   | 20. místo                   | 50. místo                   | 6. místo                    |

## Medailová klasifikace podle zemí
| Medailová klasifikace podle zemí | Medailová klasifikace podle zemí | Medailová klasifikace podle zemí | Medailová klasifikace podle zemí | Medailová klasifikace podle zemí | Medailová klasifikace podle zemí |
| Umístění                         | Země                             | Zlato                            | Stříbro                          | Bronz                            | Součet                           |
| -------------------------------- | -------------------------------- | -------------------------------- | -------------------------------- | -------------------------------- | -------------------------------- |
| 1.                               | Švédsko                          | 2                                | 3                                | 1                                | 6                                |
| 2.                               | Rusko                            | 2                                | -                                | 1                                | 3                                |
| 3.                               | Dánsko                           | 1                                | 3                                | -                                | 4                                |
| 4.                               | Norsko                           | 1                                | -                                | 2                                | 3                                |
| 5.                               | Nový Zéland                      | 1                                | -                                | -                                | 1                                |
| 5.                               | Finsko                           | 1                                | -                                | -                                | 1                                |
| 7.                               | Česko                            | -                                | 2                                | -                                | 2                                |
| 8.                               | Švýcarsko                        | -                                | -                                | 3                                | 3                                |
| 9.                               | Kanada                           | -                                | -                                | 1                                | 1                                |